# Parc de Cathays
Cet article traite du quartier civique de Cardiff. « Parc de Cathays » peut être utilisé par métonymie pour faire référence au Gouvernement gallois. Voir Bâtiments du Parc de Cathays.
Pour les articles homonymes, voir Cathays (homonymie).
Le Parc de Cathays (« Cathays Park » en anglais et « Parc Cathays » en gallois), parfois désigné comme « le Centre civique » (Civic Centre en anglais), est le nom donné au quartier politique de la cité et comté de Cardiff, au pays de Galles. Il est situé sur le territoire de la communauté de Castle, dans le centre-ville.

## Culture locale et patrimoine

### Bâtiments
Le Parc de Cathays détient plusieurs bâtiments classés au premier niveau :
- la cour de la Couronne du pays de Galles et de Chester (1906) ;
- le bâtiment du Glamorgan (en) (1912) ;
- le musée national du pays de Galles (1927).

D’autres monuments s’y trouvent :
- les bâtiments du Parc de Cathays ;
- le bâtiment principal de l’université de Cardiff ;
- l’hôtel de cité ;
- l’office d’enregistrement de l’université du pays de Galles (en) ;
- le bâtiment de Bute (en) ;
- l’hôtel d’Aberdare ;
- le temple national gallois de la Paix et de la Santé (en).

### Jardins
En plus de celui situé devant l’hôtel de cité, le Parc de Cathays comprend plusieurs espaces de verdure :
- les jardins d’Alexandra ;
- les jardins du Gorsedd, anciennement dénommés « jardins Druidiques » ;
- les jardins du Couvent, anciennement appelés « jardin Néerlandais » ;
- le square de la Reine-Anne.

### Monuments commémoratifs
On dénombre plusieurs monuments commémoratifs :
- le Monument aux morts national gallois ;
- la stèle commémorative du conflit des îles Malouines ;
- la stèle de Raoul Wallenberg.

### Sources
- (en) Cet article est partiellement ou en totalité issu de l’article de Wikipédia en anglais intitulé « Cathays Park » (voir la liste des auteurs).